# 男同性恋电子游戏
男同向游戏（日语：ゲイ向けゲーム）也称为gay向游戏、同志游戏，是描绘男性之间的爱情和性交的电脑游戏，但与传统的针对女性受众的yaoi游戏不同，男性同性恋电游的主要受众仅是男同性恋，因此比yaoi游戏更加关注男同群体的兴趣和需求。
在日本，包括bl游戏在内的大部分正常成人游戏都可以在大型电子商店和软件商店购买，但针对同性恋的游戏很少在大型商店经营，主要销售渠道是针对同性恋的成人用品店、网络邮购销售等。

## 主要作品
- 炎多留[1]
- 夏有天狼
- 邻居大叔
- 全面服务